# Габбарини, Адриан
Адриа́н Хосе́ Габбари́ни (исп. Adrián José Gabbarini; родился 10 октября 1985, Гуаймальен, провинция Мендоса) — аргентинский футболист, вратарь клуба ЛДУ Кито.

## Биография
Адриан Габбарини на профессиональном уровне начал заниматься футболом в команде из родного департамента — «Депортиво Гуаймальен». В 2004 году попал в молодёжный состав «Индепендьенте». В 2005 году стал выступать за дублирующий состав этого клуба. В середине сезона 2006/07 Габбарини был переведён в основу «красных дьяволов». Однако на протяжении двух лет молодой игрок пребывал в статусе сначала третьего, а затем второго вратаря. Первыми номерами в «Инде» были Оскар Устари (до окончания сезона 2006/07), а затем два сезона — Фабиан Ассманн.
В основном составе «Индепендьенте» Адриан Габбарини дебютировал 13 сентября 2009 года. На 72 минуте матча против «Эстудиантеса» при счёте 1:1 он вышел на замену получившему травму Иларио Наварро. За три минуты до конца основного времени «студенты» забили победный гол.
С тех пор Габбарини неоспоримо занял место в воротах «королей кубков». Между тем, оправившийся от травмы Наварро в марте отправился в аренду в «Сан-Лоренсо». После его возвращения борьба за место в воротах «Инде» обострилась. Новый тренер команды Антонио Мохамед решил чередовать своих вратарей. В матче против «Олл Бойз» 16 октября 2010 года зеркально повторилась ситуация годичной давности — Габбарини получил травму (но в середине первого тайма) и вместо него на замену вышел уже Наварро. Параллельно команда выступала в Южноамериканском кубке. Габба успел провести два матча Второго раунда против «Архентинос Хуниорс». В оставшихся восьми играх турнира в октябре—декабре играл Наварро, который стал одним из героев турнира, попав в символическую сборную года Южной Америки.
В июле 2013 года перешёл в «Ньюэллс Олд Бойз», однако за весь сезон не сыграл за команду из Росарио ни одного матча. В 2014 году перешёл в «Архентинос Хуниорс», который выступал в Примере B Насьональ. Помог «жукам» занять третье место в своей группе и заработать путёвку в Примеру. В первой половине 2015 года Габбарини в основном был дублёром Луиса Охеды, но вновь занял место в воротах во второй половине года.
В 2016 году перешёл в «Тигре». Не сыграл ни одного матча в переходном чемпионате, поскольку был дублёром Хавьера Гарсии. Сезон 2016/17 начал в «Тигре», за который всё же сыграл два матча в чемпионате Аргентины, но в феврале 2017 года на правах свободного агента перешёл в «Олимпо».
В 2018 году Габбарини стал игроком ЛДУ Кито. В первый же год помог этой команде выиграть чемпионат Эквадора. В январе 2019 года «Супер Габба» объявил о продлении контракта с «альбос» ещё на год.

## Титулы и достижения
- Чемпион Эквадора (1): 2018
- Обладатель Южноамериканского кубка (1): 2010